# Strøby Sogn
Strøby Sogn er et sogn i Tryggevælde Provsti (Roskilde Stift).
I 1800-tallet var Varpelev Sogn anneks til Strøby Sogn. Begge sogne hørte til Stevns Herred i Præstø Amt. De dannede hver sin  sognekommune. I 1962 gik Varpelev frivilligt ind i starten på Vallø Kommune. Ved kommunalreformen i 1970 blev Strøby også indlemmet i Vallø Kommune, der ved strukturreformen i 2007 indgik i Stevns Kommune.
I Strøby Sogn ligger Strøby Kirke.
I sognet findes følgende autoriserede stednavne:
- Jærnen (bebyggelse)
- Lysgård (bebyggelse)
- Strøby (bebyggelse, ejerlav)
- Strøby Egede (bebyggelse)
- Strøby Grøftemark (bebyggelse)
- Strøby Ladeplads (bebyggelse)
- Strøby Møllemark (bebyggelse)
- Strøbylille (bebyggelse)
- Tolvhuse (bebyggelse)
- Vallø Strand (bebyggelse)

## Eksterne kilderhenvisninger
- Fil med information om sogne og kommuner
- Autoriserede stednavne i Danmark

55°22′48″N 12°17′04″Ø / 55.38°N 12.28433°Ø